# Портрет Тимофея Дмитриевича Грекова
«Портрет Тимофея Дмитриевича Грекова» — картина Джорджа Доу и его мастерской из Военной галереи Зимнего дворца.
Картина представляет собой погрудный портрет генерал-майора Тимофея Дмитриевича Грекова из состава Военной галереи Зимнего дворца.
С начала Отечественной войны 1812 года есаул Греков командовал казачьим полком, за многочисленные боевые отличия был произведён в полковники. В Заграничных походах 1813—1814 годов командовал казачьей бригадой и за отличие в Битве народов под Лейпцигом получил чин генерал-майора.
Изображён в генеральском мундире Войска Донского Атаманского полка (подбой эполет изображён ошибочно — красным вместо положенного синего), с казачьей генеральской шапкой в руке. Слева на груди звезда ордена Св. Анны 1-й степени; на шее кресты ордена Св. Владимира 3-й степени и прусского ордена Пур ле мерит; справа на груди крест ордена Св. Георгия 4-го класса, серебряная медаль «В память Отечественной войны 1812 года» на Андреевской ленте, кресты шведского Военного ордена Меча 4-й степени и баварского Военного ордена Максимилиана Иосифа (изображения лент шведского и баварского орденов перепутаны между собой) и золотой крест «За взятие Очакова» (изображён ошибочно вместо золотого креста «За взятие Праги»). Подпись на раме: Т. Д. Грековъ 18й, Генералъ Маiоръ.
7 августа 1820 года Комитетом Главного штаба по аттестации Греков был включён в список «генералов, заслуживающих быть написанными в галерею» и 22 мая 1822 года император Александр I приказал написать его портрет. Гонорар Доу был выплачен 16 октября 1826 года и 22 апреля 1828 года. Готовый портрет был принят в Эрмитаж 26 апреля 1828 года. Готовый портрет был принят в Эрмитаж 26 апреля 1828 года. Поскольку предыдущая сдача готовых портретов в Эрмитаж состоялась 21 января 1828 года, то галерейный портрет Грекова можно считать исполненным между этими датами.